# إل سيجلو فوتورو (صحيفة)
إل سيجلو فوتورو أو القرن القادم كانت صحيفة إسبانية من عام 1875 إلى عام 1936.
كانت صحيفة "القرن القادم" صحيفة إسبانية نُشرت بين عامي 1875 و19836، وكانت مرتبطة بالكارلية (الملكية التقليدية) والاتجاه الاندماجي الديني. أسسها كانديدو نوسيدال، وكانت في البداية تابعة للقضية الكارلية، والتي – بحسب خوسيه أندريس غاليغو – "سعت لأن تصبح الناطق الرسمي باسمها".
في عام 1888، أصبحت وسيلة النشر الرسمية للحزب الاندماجي الذي قاده رامون نوسيدال، مدير الصحيفة. وفي عام ١٩٣٢ عادت إلى صفوف التجمع التقليدي، وأصبحت الصحيفة غير الرسمية له حتى اندلاع الحرب الأهلية الإسبانية.خلاف بين صحيفة "الإيمان" وصحيفة "القرن القادم" في كاريكاتير لأبيلس ميسترس (من مجلة "لا كامبانا دي غراسيا"، سبتمبر عام 1880).
ومع ذلك، فإن ملتشور فيرير يشكك في رأي بورش وفينتوس، ويؤكد أن الصحيفة "القرن القادم" وكانديدو نوسيدال كانا مدعومين من دون كارلوس نفسه، إلى جانب قادة كارليين مهمين مثل الجنرال سالفادور إي بالاسيوس، مركيز فالدي إسبينا، كافيرو، بيريس، مايستري، أركيليس، ماركو دي بيو، وبيريز دي غوزمان، الذين هاجمتهم صحيفة "الإيمان".
أما الراهب الفرنسيسكاني أنخل تينيو هيريديا، المؤيد لصحيفة "القرن القادم"، فقد نسب أصل النزاع إلى الطابع الإقصائي لصحيفة "الإيمان"، التي ورثته عن سابقتها "الأمل"، حيث لم يتحمل مديرو هذه الصحف وجود صحف كارلية أخرى تتصدر المشهد الإعلامي.
حاول دون كارلوس المصالحة بين أنصاره، وعندما فشل في ذلك، تبرأ من صحيفة "الإيمان" في يناير عام ١٨٨١، مؤكدًا أنها لم تعد تمثل السياسة التقليدية. من جانبه، دعا رئيس أساقفة طليطلة إلى الهدوء والسلام بين الصحف الكاثوليكية، لكن صحيفة "القرن القادم" تمردت، وانضمت إليها صحف نوسيدالية أخرى، مما أدى إلى إدانة العديد منها من قِبَل الأساقفة.
وفي عام ١٨٨٢، نشرت الصحيفة "تضرع القديس يوسف"، مع قوائم التبرعات، وهاجمت الأساقفة والصحف الكاثوليكية المعارضة لها. ورغم نية نوسيدال إغلاق الصحيفة بعد توكله على "البطريرك المجيد"، إلا أنه تراجع عن قراره بعد ظهور وثيقة من أسقف داوليا ورسالة من ماتيوس غاغو تدافع عن مواقف الصحيفة.
في الصفحة الأولى من عدد ٨ أبريل عام ١٩٣٦، ظهرت صورة لألفونسو كارلوس دي بوربون، "الزعيم المبجل" للتجمع التقليدي، وخليفته خافيير دي بوربون بارما.
رداً على محاولة اغتيال النائب الاشتراكي لويس خيمينيس دي أسوا، والتي قُتل فيها حارسه الشخصي، أحرق بعض المتظاهرين عدة كنائس في مدريد ومكاتب صحف يمينية في ١٣ مارس عام ١٩٣٦. حاولوا اقتحام مقر صحيفة "القرن القادم" ومكاتبها، لكن مجموعة من رجال "الريكيتيس" المسلحين تصدوا لهم بالرصاص.
اختفت الصحيفة مع اندلاع الحرب الأهلية الإسبانية. ففي ١٨ يوليو عام ١٩٣٦، تمت مصادرتها، وأصبحت مطابعها في قبضة اتحاد العمال CNT. وبحسب مانويل سينانتي، قام الثوار بتدمير غرفة التحرير ومعظم معدات الطباعة. كما تم اغتيال عدد من موظفي الصحيفة ومحرريها أثناء القمع في المنطقة الجمهورية.
أشارت إعلانات النعي في فترة ما بعد الحرب إلى مقتل:
- خوان دي أولازابال إي راميري، مؤسس دار النشر التقليدية
- مانويل غونثاليث كيڤيدو وخوسيه رامون دي بوبادييا، من مجلس إدارة الدار
- فيكتور براديرا، عضو مجلس الإدارة ومساهم
- أبيلاردو دا ريفا إي دي أنغولو، فرانسيسكو بايغوال وخيسوس ريكيخو، أعضاء المجلس
- خايمي مايسترو بيريز، رئيس التحرير
- خوسيه فرنانديز مونتانيا "خ. أوروس" (كاهن)، إيميليو رويث مونيوث "فابيو" (كاهن)، ألفارو غونثاليث دي أميزوا، ريكاردو غوميث روجي (كاهن)، خوستو دورادو، خوسيه هيرموسا وخيسوس لوسا، محررون
- إسحاق فاثكيث أمور، أمين المكتبة
- مانويل بيّيدو، المدير
- خوسيه ماريا رُوانو وإدواردو نافارو، مساهمان
- خيراردو داريبا، ماكسيمو لابوردا، لويس بيريث وميغيل لاهوث، عمال دار النشر
- إنداليسيو إيبانييث، المنظم

كما توفي في وقت لاحق بسبب المعاناة من الأسر كل من المحررين:
مانويل سانشيث كوستا "ميرابال"، وأنطونيو سانث سيرادا "فراي خونيبيرو" (كاهن).
في عام ١٩٢٧، كانت الصحيفة تطبع ستة آلاف نسخة، حسب إحدى الإحصائيات. ويقول ألفاريث تشيييدا إن مبيعات الصحيفة تحسنت بشكل ملحوظ خلال الجمهورية.
وبحسب دار النشر التقليدية، فقد شهدت الصحيفة منذ عام ١٩٣٢ توسعًا هائلًا، حيث تضاعف عدد نسخها عشرة أضعاف في أقل من عام، مما جعل آلات الطباعة قديمة. وارتفعت مبيعاتها أكثر في أبريل عام ١٩٣٥، حيث زادت صفحاتها إلى أكثر من ثلاثين صفحة بأربع أعمدة، مع الكثير من الرسوم والصور.
وفي يوليو عام ١٩٣٥، قال ممثل "شباب التقليديين" في إقليم غيبوثكوا، أمبروسيو أسترين، إنه مع بعض التحسينات في الشكل، يمكن أن تصل الصحيفة إلى ٢٠٠ ألف نسخة.
في عام ١٩٣٥، كان هناك عشرون ألف كاهن إسباني مشتركين في الصحيفة، حيث عُرضت عليهم الاشتراكات المجانية.
فترة ما بعد الحرب
شارع "القرن القادم" في حي كولونيا دي لا برنسا بمنطقة كارابانشيل في مدريد.
بعد دخول قوات فرانكو إلى مدريد، في ٣ أبريل عام ١٩٣٩، تقدم خيسوس إڤاريستو كاثارييغو بطلب لإعادة نشر صحيفة "القرن القادم" باسم دار النشر التقليدية، مؤكدًا أنها كانت "الصحيفة الوحيدة المناهضة لليبرالية والديمقراطية" خلال الجمهورية، وأنها ساهمت في خلق بيئة مناسبة للتمرد.
انضم إلى هذا الطلب موظفو صحيفة "لا ناثيون".
لكن السلطات الجديدة كانت تريد صحافة جديدة تتماشى مع "الدولة الجديدة"، وكان الطابع الرجعي البارز لهاتين الصحيفتين لا يتماشى مع توجهات الفالانخيستا.
لبى سيرانو سوينير الطلب جزئيًا، وسمح بانضمام موظفي "القرن القادم" و"لا ناثيون" إلى صحيفة "الكاثار".
ووفقًا لما قاله مانويل دي سانتا كروز، فإن مدير صحيفة "القرن القادم"، مانويل سينانتي، هو من قرر عدم إعادة نشرها بسبب الرقابة المفروضة من النظام الجديد، وفرض إدراج أخبار وتعليقات مفروضة من إدارة الصحافة العامة، ما كان سيشوّه الطابع التقليدي الصريح للصحيفة.
كما شارك سينانتي لاحقًا في مؤامرة ملكية مناهضة لفرانكو إلى جانب مؤيدي خافيير وخوان نحو نهاية الحرب العالمية الثانية، وكان يُفضل انتظار نجاحهم لإعادة إصدار صحيفته.
الأيديولوجيا
وُصفت أيديولوجية الصحيفة بأنها "يمينية متطرفة" و"اندماجية"، بل عُدّت نموذجًا لأشد أشكال الاندماج الديني في القرن التاسع عشر.
وبحسب هيببس-ليسورغ، فإن صحيفة "القرن القادم" استلهمت نموذجها من الصحافة الفرنسية المتدينة المتطرفة، خاصة صحيفة "لينيڤير" للوي ڤيّويّو. وكان في غرفة تحرير الصحيفة صورة لفرانسيسكو ألفارادو، "الفيلسوف الرجعي".
في بدايتها، عارضت الصحيفة نظام "الاستعادة البوربونية"، وهو الموقف الذي حافظت عليه أيضًا تجاه الجمهورية الثانية.
وتم تصنيف الصحيفة ضمن مجموعة الصحف "المؤيدة لألمانيا" خلال الحرب العالمية الأولى، ومثل غيرها من الصحف اليمينية في إسبانيا، دعمت حكومتي موسوليني وهتلر، لكنها في الوقت نفسه وجّهت انتقادات لاذعة للفاشية بسبب نزعتها الاستبدادية، وللنازية بسبب عنصريتها وسياساتها المعادية للكاثوليكية، وكذلك بسبب اغتيال دولفوس.
عُدت الصحيفة من أبرز مناصري التوجهات المعادية لليبرالية في ذلك العصر.
كما شنت حملة ضد اليهود والماسونية خلال الجمهورية الثانية، وخصصت لذلك ركنًا أسبوعيًا بين عامي ١٩٣٥ و١٩٣٦ بعنوان "الصفحة النقدية عن الطوائف"، حيث هاجمت الماسونية وربطتها باليهودية، وقدمت الاثنين كأعداء لإسبانيا.
كانت كل ما تنشره الصحيفة يحمل طابعًا كاثوليكيًا، ملكيًا، مناهضًا لليبرالية، تقليديًا، ومعاديًا للبرلمان.
1. 1 2 3  مذكور في: بوابة الرقم الدولي الموحد للدوريات. الرَّقم التَّسلسليُّ المِعياريُّ الدَّوليُّ (ISSN): 1130-8494. الناشر: ISSN International Centre. لغة العمل أو لغة الاسم: الإنجليزية.
2. 1 2  وصلة مرجع: http://hemerotecadigital.bne.es/details.vm?q=id:0000000226.
3. ↑  مذكور في: بوابة الرقم الدولي الموحد للدوريات. الرَّقم التَّسلسليُّ المِعياريُّ الدَّوليُّ (ISSN): 2793-7275. الناشر: ISSN International Centre. لغة العمل أو لغة الاسم: الإنجليزية.